# Tall Maskan
Tall Maskan – wieś w Syrii, w muhafazie Damaszek. W 2004 roku liczyła 1207 mieszkańców.